# 郵便探偵 ロストレターズ・ミステリー
『郵便探偵 ロストレターズ・ミステリー』（ゆうびんたんていロストレターズ・ミステリー、原題: Signed, Sealed, Delivered）は、アメリカのドラマシリーズ。
2014年からアメリカのホールマーク・チャンネルで放送された。配達先不明の手紙を届けようとするコロラド州デンバーの郵便局員チームを主人公とする。
本国では2013年にパイロット版が放送されて好評を博し、2014年にシーズン全10話が放送された。続いて2014年から2021年までテレビ映画として全12話が放送された。日本ではそれらの中から選ばれたエピソードを全5話に編集したものが放送されている。

## 登場人物

### メイン
- オリバー・オトゥール: エリック・メビウス - 郵便局員
- シェーン・マキナリー: クリスティン・ブース（英語版） - オトゥールの同僚
- リタ・ヘイウィズ: クリスタル・ロウ - オトゥールの同僚
- ノーマン・ドーマン: ジェフ・グスタフソン

### リカーリング
- ジョー: グレゴリー・ハリソン - オリバーの父親
- ビリー: バリー・ボストウィック - リタの父親
- ヘイゼル: ジル・モリソン - 郵便局員

## エピソード
1. 失われた約束（原題: Second Chances（パイロット版, 2013年））[3]
  - オリバー、リタ、ノーマンが働く宛先不明郵便配達オフィス（Dead Letter Office）に、シェーンが間違って配属されてくる。シェーンは配属の訂正を求めるが、それを待っている間にオフィスでは1通の宛先不明郵便の謎解きが始まる。その手紙は女性から男性に宛てたもので、二人はある日出会って彼女の方から一日限りで彼の前から姿を消したが、それは自分が難病を患っていたからであり、本当は彼のことが好きだった、という告白だった。オフィスの4人は二人の身元を探して手紙を届けようとする。
  - チャーリー・リグス: ベン・ホーリングスワース - 使い走りを辞職した男性
  - ケリー: レイシー・J・メイリー（英語版） - 難病の女性
  - アンドレア・シュメックル: ダフネ・ズニーガ - DLOのマネージャー
2. 運命の人/絆のカンバス（原題: Soulmates（第3話, 2014年）[4]、The Masterpiece（第4話, 2014年）[5]）
  - 運命の人: カウボーイのサムが幼馴染のマリーに出した手紙がDLOに届く。マリーは故郷を去ってほかの男性と家庭を築いていた。一方オフィスには新任マネージャーのコーラ・ブラントが赴任してきて、リタの書いた小説を読み耽る。
    - サム: グレイストン・ホルト（英語版） - カウボーイ
    - マリー: エミリー・ウラアップ（英語版） - サムの幼馴染
    - コーラ・ブラント: デラ・リース（英語版） - DLOの新任マネージャー

  - 絆のカンバス: 数年前に発送された絵画の小包がDLOに届く。それを描いた男が父親に宛てたものであった。オリバーは社交ダンス教室にシェーンを誘って共に練習するが、彼の想いはパリに行ったまま音信不通の妻にあった。
    - ダニー・バレット: ジェフリー・バラード - 画家
    - ヘンリー・バレット: ポール・マクギリオン（英語版） - ダニーの父
3. 心からの贈り物（原題: Signed, Sealed, Delivered: From the Heart（テレビ映画第5話, 2016年））[6]
  - オフィスはバレンタインデーを迎えるが、リタはミス郵便局のイベントに呼ばれて出張し、オリバーがシェーンに送ったディナーの招待状は彼女に気づかれず、4人は孤独な夜を過ごす。一方、15年前の事故で宛先が読めず配達されなかった手紙をオリバーは手にする。その事故は当時オリバーがポストからの回収に遅れなければ避けられたものであった。その手紙はディベートクラブの学生が恋人にラブレターだったが、彼はその直前に交通事故を起こしてホームレスを轢いてしまっていたのだった。
  - 前エピソードと当エピソードとの間は、米国の放送では約2年10話離れており、その間にリタとノーマンが恋人関係になっている。
  - ライアン: ニック・パーチャ、アーロン・クレイヴン - 手紙の差出人、ディベート部の学生
  - マディ: マッケンジー・カードウェル - ライアンの恋人
  - ヘイゼル: ジル・モリソン - 郵便局員
4. 家族の宝（原題: Signed, Sealed, Delivered: Home Again（テレビ映画第9話, 2017年））[7]
  - デンバーにリタの両親が訪れ、リタはノーマンを紹介するが、ノーマンはリタに渡す予定だった婚約指輪をなくしてしまい、険悪な雰囲気となる。一方オフィスでは18年前に発送された、古い花瓶の入った小包が見つかる。送り主は困窮した農場に住む三人姉妹で、18年後の現在、ついに農場を手放そうとしていた。
  - 前話からの間に、オリバーがオトゥール財団の御曹司であることがわかり、DLOの4人が財団のメンバーにもなっている。今回、シェーンとオリバーがようやく交際を開始することに同意する。
  - ヨセフ・オトゥール: グレゴリー・ハリソン - オリバーの父
  - ビル・ハイウィット: バリー・ボストウィック - リタの父
  - サニー・ハイウィット: コリーン・キャンプ - リタの母
  - キム・ケルサー: キム・デラニー - 送り主の三姉妹の母
5. 受け継がれる物語（原題: Signed, Sealed, Delivered: To the Altar（テレビ映画第11話, 2018年））[8]
  - リタとノーマンの結婚式が近づき、シェーンとオリバーはその準備を手伝う。シェーンは、ウェディングドレスが入った宛先不明の小包から新たな手がかりを見つける。それは多くの冒険談を持つ母親から娘への贈り物だった。
  - リタとノーマンが結婚し、オリバーはシェーンにプロポーズする。
  - ジェシカ: ジェシカ・シポス（英語版） - 小包の宛先だった女性
  - アナリース: ジャネット・キダー（英語版） - ジェシカの母親

## 作品の評価
バラエティ誌のブライアン・ローリーは、「とても古風で陳腐だが、うまくいくかもしれない」とコメントした。